# Kalifornisk havsängel
Kalifornisk havsängel (Squatina californica) är en hajart som beskrevs av Ayres 1859. Kalifornisk havsängel ingår i släktet Squatina och familjen havsänglar. Inga underarter finns listade i Catalogue of Life.
Arten förekommer i östra Stilla havet vid kusten från södra Alaska till Californiaviken. Den vistas nära havsytan och den dyker till ett djup av 100 meter. Kalifornisk havsängel vistas vanligen i regioner med mjuk botten och i områden med kelp. Den utför sällan stora vandringar. Individerna gömmer sig på dagen i sanden och de letar på natten efter föda.
Hannar och honor blir vanligen könsmogna när de är 8 till 13 år gamla och 90 till 100 cm stora, i vissa regioner redan vid en längd av 75 cm. Honor lägger inga ägg utan föder upp till 13 ungar efter tio månader dräktighet. Ungarna är vid födelsen cirka 25 cm långa. De största exemplaren var 150 cm långa och några individer levde 35 år.
Fram till 1970-talet användes kalifornisk havsängel endast som bete under fiske på andra arter. Under 1980-talet var fisket på arten intensivt. Enligt uppskattningar minskade hela populationen med upp till 30 procent under tre generationer. IUCN kategoriserar arten globalt som nära hotad.